# 特倫頓 (內布拉斯加州)
特倫頓（英語：Trenton）是一個位於美國內布拉斯加州希奇科克縣的村。根據2010年美國人口普查，該地共人口560人，而該地的面積約為1.50平方千米。同時該地也是希奇科克縣的縣治。

## 地理
特倫頓的座標為40°10′34″N 101°00′49″W / 40.17611°N 101.01361°W，而該地的平均海拔高度為815米（即2674英尺）。